# Leggi di Faraday sull'elettrolisi
Le leggi di Faraday sull'elettrolisi sono due leggi pubblicate da Michael Faraday nel 1833 sul processo dell'elettrolisi.

## Enunciato delle leggi
1ª legge di Faraday sull'elettrolisi
La massa di una sostanza prodotta in corrispondenza di un elettrodo durante l'elettrolisi è direttamente proporzionale alla quantità di carica trasferita nella cella elettrolitica.
2ª legge di Faraday sull'elettrolisi
La medesima quantità di carica elettrica, fatta passare attraverso più soluzioni di elettroliti diversi, produce, o fa consumare, un ugual numero di equivalenti chimici di questi elettroliti.
Indicando con M1, M2, M3 (e così via) le masse prodotte o consumate agli elettrodi di una serie di celle elettrolitiche e con meq1, meq2, meq3 (e così via) le masse equivalenti  di ogni sostanza, si osserva che il rapporto tra massa e massa equivalente è uguale in ogni cella:
{\displaystyle {\frac {M_{1}}{m_{eq1}}}={\frac {M_{2}}{m_{eq2}}}={\frac {M_{3}}{m_{eq3}}}=\cdots }

## Formula

Schema di una particolare cella elettrolitica: le leggi di Faraday permettono di ricavare il valore della massa di sostanza (in questo caso rame) depositata al catodo durante il processo elettrolitico.

Le leggi di Faraday sono riassunte nella legge:
{\displaystyle m={\frac {Mq}{ZF}}}
dove:
- m è la massa totale depositata sul catodo;
- M è la massa molare della sostanza depositata;
- q è la carica elettrica totale associata ai portatori di carica che attraversano la soluzione;
- Z è la valenza degli ioni della sostanza (cariche trasferite per ione);
- F è la costante di Faraday (pari a 96485 C/mol).

dividendo massa molare e costante di Faraday per il numero di Avogadro si ottiene l'espressione nelle costanti fisiche fondamentali:
{\displaystyle M={\frac {mq}{Ze}}}
dove rispetto a prima:
- M è la massa molecolare della sostanza depositata;
- e è la carica elementare, e corrisponde a quella di ciascun portatore;

La carica totale q è data dall'integrale della corrente elettrica I(t) rispetto al tempo t:
{\displaystyle Q=\int _{0}^{\Delta t}I(t)dt}
dove Δt è la durata totale del processo di elettrolisi.
Nel semplice caso in cui sia noto il valore medio {\displaystyle \langle I\rangle } della corrente per la durata dell'elettrolisi, la carica si esprime semplicemente:
{\displaystyle Q=\langle I\rangle \,\Delta t}
quindi la quantità di sostanza prodotta, pari a: {\displaystyle n=m/M}, si può riesprimere come:
{\displaystyle n={\frac {\langle I\rangle \Delta t}{ZF}}}